# آشوت نادانیان
آشوت نادانیان (ارمنی: Աշոտ Նադանյան؛ زادهٔ ۱۹ سپتامبر ۱۹۷۲) یک استاد بین‌المللی شطرنج، نظریه‌پرداز شطرنج و مربی شطرنج اهل ارمنستان است.
| به‌دلیل برخی مشکلات فنی، نمودارها موقتاً قابل مشاهده نیستند. اطلاعات بیشتر پیرامون این مشکل در فابریکاتور و وبگاه مدیاویکی در دسترس است. | |
| | به‌دلیل برخی مشکلات فنی، نمودارها موقتاً قابل مشاهده نیستند. اطلاعات بیشتر پیرامون این مشکل در فابریکاتور و وبگاه مدیاویکی در دسترس است. |